# Peter Tosh
Peter Tosh [píter tóš] (rojen Winston Hubert McIntosh), jamajški pevec roots rock reggaeja, kitarist in glasbenik, * 9. oktober 1944, okrožje Westmoreland, Jamajka, † 11. september 1987, Kingston, Jamajka.
Tosh je odraščal v Trenchtownu, revnem predelu Kingstona. Velikokrat se je zaradi značaja znašel v težavah. Nadeli so mu tudi vzdevek »Stepping Razor« (Stopajoča britev). Že zelo zgodaj je začel peti in se naučil igrati kitaro, saj je dobil navdih v glasbi iz ameriških radijskih postaj, ki jih je lahko lovil po krajevnem radiu.

## V skupini Wailers
V zgodnjih 60. letih je preko svojega učitelja kitare Joea Higgsa spoznal Boba Marleya in Bunnyja Livingstonea. Tosh je tudi naučil Marleya igrati kitaro. Leta 1962 je bil ključna oseba pri ustanovitvi tria Wailing Wailers, kateremu so se pridrižili Junior Braithwaite in spremljajoča pevca Beverly Kelso in Cherry Smith. Skupina Wailing Wailers je s svojo prvo ska uspešnico Simmer Down zelo uspela. Posnela je še nekaj uspešnic, dokler je zgodaj leta 1965 Braithwaite, Kelso in Smith niso zapustili. Marley je leta 1966 večino časa preživel v ZDA pri materi. Na Jamajko se je vrnil zgodaj leta 1967 s ponovnim zanimanjem za glasbo in z novo duhovnostjo. McIntosh in Bunny sta že bila rastafarijanca, tako da so v tem času vsi trije začeli delovati v tem duhovnem gibanju. Kmalu zatem so preimenovali skupino v The Wailers.
Zvrstno se je skupina začela odmikati od plesnega ska-ja in umirila ritem v slogu rocksteadyja, ter v pesmi začela vključevati politična in družbena sporočila. Skupina The Wailers je napisala nekaj pesmi za ameriškega pevca Johnnyja Lesterja Nasha mlajšega, nato pa se je navezala na produkcijskega znalca Leeja »Scratcha« Perryja in posnela nekaj najzgodnejših reggae uspešnic kot so: 400 Years, Soul Rebel, Duppy Conqueror in Small Axe. Ko sta se leta 1970 skupini pridružila basist Aston »Family Man« Barret in njegov brat, bobnar Carlton Barret, je skupina postala zelo priljubljena na Karibih. Skupina je podpisala snemalno pogodno z založbo Island in leta 1972 izdala svoj prvenec Catch a Fire, naslednje leto pa album Burnin'.
Leta 1973 je McIntosh v nesreči z avtom zapeljal prek mostu. Pri tem se je ubila njegova prijateljica in tudi sam si je zelo poškodoval lobanjo. Preživel je, vendar je bilo delati z njim še težje. Ko je leta 1974 Chris Blackwell, predsednik založbe Island Records, zavrnil izdajo njegovega samostojnega albuma, sta vihravi McIntosh in Bunny zapustila skupino. Navajala sta pristranski odnos, ki sta ga bila deležna od Blackwella, njega pa je Tosh velikokrat označil kot 'belega slabiča' (angleško 'whiteworse').

## Diskografija

### Albumi
- Legalize It (1976)
- Equal Rights (1977)
- Bush Doctor (1978)
- Island Zorro (1979)
- Mystic Man (1979)
- Wanted Dread And Alive (1981)
- Mama Africa (1983)
- Captured Live (1984)
- No Nuclear War (1987)

### Zbirke
To so kakovostne zbirke po All Music Guide.
- Collection Gold (1994)
- Honorary Citizen (1997)
- Scrolls Of The Prophet: The Best of Peter Tosh (1999)
- Arise Black Man (1999)
- The Essential Peter Tosh - the Columbia Years (2003)